# Trilogie
Ne doit pas être confondu avec Trilogue ou Triptyque.

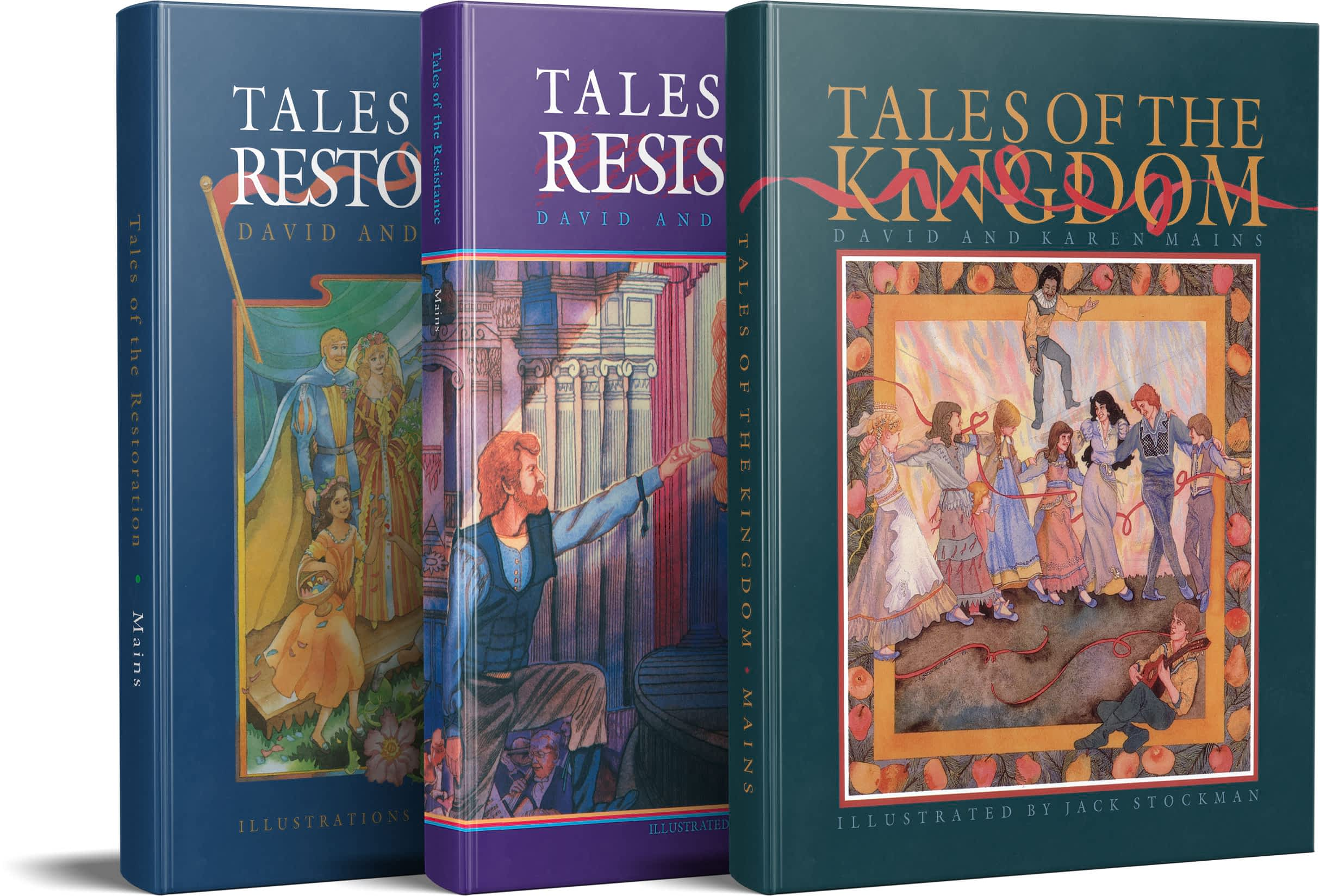
Les trois livres de la série littéraire Tales of the Kingdom respectivement publiés en 1983, 1986 et 1996 par les auteurs américains David Mains et Karen Mains.

Une trilogie est un ensemble de trois œuvres, qu’elles soient littéraires, cinématographiques ou vidéoludiques, qui sont connectées et peuvent être vues comme une œuvre unique ou bien comme trois œuvres distinctes.

## Historique
Trilogie (du grec tri- signifiant trois et de logos signifiant rapport) est le nom donné chez les anciens Grecs à une réunion de trois pièces dramatiques représentées dans la même séance théâtrale, et généralement liées entre elles par l'analogie plus ou moins étroite des sujets. C'est ainsi qu'on désignait par le nom collectif d'Orestie l'Agamemnon, Les Choéphores et les Euménides d'Eschyle. Lorsqu'à la trilogie tragique on ajoutait un drame satyrique, cet ensemble prenait le nom de tétralogie (du grec tetra- signifiant quatre et de logos).

## Alpinisme
Il existe aussi une trilogie bien particulière en alpinisme, celle qui a consisté à gravir en solitaire et dans le même hiver (1977-1978) les trois plus célèbres faces nord des Alpes : Cervin, Grandes Jorasses, et Eiger, première réussie par le guide de haute montagne français Ivano Ghirardini.

## Droit
En droit, une trilogie est une séquence de trois décisions importantes d'un même domaine de droit, rendues à brève échéance par un tribunal de dernier ressort, afin d'affermir la position de la Cour dans ce domaine juridique et de lier les tribunaux d'appel et Cours supérieures pour les années à venir.

### Droit américain
Dans la trilogie Daubert de 1993, la Cour suprême des États-Unis a rendu une trilogie de décisions concernant l'admissibilité en preuve du témoignage d'expert.

### Droit canadien
Dans la trilogie Andrews de 1978, la Cour suprême du Canada a rendu trois décisions importantes en matière de responsabilité civile : Andrews c. Grand & Toy Alberta Ltd, Arnold c. Teno, et Thornton c. School Dist. No. 57 (Prince George). En 2015, la Cour suprême a fait la même chose en droit du travail, elle a rendu trois arrêts  de principe sur ce sujet : Saskatchewan Federation of Labour c. Saskatchewan, Meredith c. Canada (Procureur général), et Association de la police montée de l’Ontario c. Canada (Procureur général). Ce faisant, elle a mis à jour sa jurisprudence en droit du travail et elle a du même coup renversé une trilogie plus ancienne en droit du travail datant de 1987.
Les Cours d'appel provinciales peuvent aussi rendre des trilogies, dans la mesure où elles sont effectivement le tribunal de dernier ressort dans la grande majorité des causes qu'elles entendent.

## Médecine
Une trilogie est un syndrome regroupant trois symptômes : par exemple la trilogie de Fallot.

## Sociologie
D'une manière plus générale, toute spécialité suppose l'existence d'une trilogie de points de vue à cerner pour résoudre la(les) double contrainte(s) née(s)de considérations insuffisantes : c'est cette méthode implicite, au cœur de la sociologie, que Georges Dumézil a contribué à rendre plus explicite (voir trinité (sociologie)).

## Art
Dans les différents supports d'art narrant une histoire, trois œuvres se faisant suite forment ce qu'on appelle une trilogie. En voici quelques exemples.

### Littérature

#### Littérature française
- Triple Ananké de Victor Hugo (qu'il dénonce) :

1. Notre-Dame de Paris (roman) (anankè des dogmes : la religion)
2. Les Misérables (anankè des lois : la société)
3. Les Travailleurs de la mer (anankès des choses : la nature)

- Trilogie des Mousquetaires d’Alexandre Dumas

1. Les Trois Mousquetaires
2. Vingt ans après
3. Le Vicomte de Bragelonne

- Trilogie de Jacques Vingtras de Jules Vallès

1. L'Enfant (1878), (1879)
2. Le Bachelier (1881)
3. L'Insurgé (1886)

- Le Culte du Moi de Maurice Barrès :

1. Sous l'œil des barbares (1888)
2. Un homme libre (1889)
3. Le Jardin de Bérénice (1891)

- Le Roman de l'énergie nationale de Maurice Barrès

1. Les Déracinés (1897)
2. L'Appel au soldat (1900)
3. Leurs figures (1902)

- Les Bastions de l'Est de Maurice Barrès

1. Au service de l'Allemagne (1905)
2. Colette Baudoche - Histoire d'une jeune fille de Metz (1909)
3. Le Génie du Rhin (1921)

- Trilogie noire de Léo Malet

1. La vie est dégueulasse (1948)
2. Le soleil n'est pas pour nous (1949)
3. Sueur aux tripes (1969)

- Figures à Cordouan de Pierre-Henri Simon

1. Le Somnambule (1960)
2. Histoire d'un bonheur (1965)
3. La Sagesse du soir (1971)

- Les Fourmis de Bernard Werber

1. Les Fourmis (1991)
2. Le Jour des Fourmis (1992)
3. La Révolution des Fourmis (1996)

- Frankie Avalon de Moka

1. Ailleurs, rien n'est tout blanc ou tout noir (1991)
2. Le Puits d'Amour (1992)
3. À nous la belle vie (1996)

- La Trilogie des Abîmes de Danielle Martinigol

1. Les Abîmes d'Autremer (2001)
2. L'Envol de l'Abîme (2001)
3. L'Appel des Abîmes (2001)

- La Trilogie des Charmettes d'Éric Boisset

1. Le Secret de tante Eudoxie
2. L'Œil du mainate
3. L'Antichambre de Mana

- La Trilogie d'Arkandias d'Éric Boisset

1. Le Grimoire d'Arkandias (1996)
2. Arkandias contre-attaque (1998)
3. Le Sarcophage d'outretemps (1999)

- Les Guerriers du silence de Pierre Bordage

1. Les Guerriers du silence (1993)
2. Terra Mater (1994)
3. La Citadelle Hyponéros (1995)

#### Littérature américaine
- USA de John Dos Passos

1. 42e parallèle
2. 1919
3. La Grosse Galette

- Jason Bourne de Robert Ludlum

1. La Mémoire dans la Peau (The Bourne Identity) (1980)
2. La Mort dans la peau (The Bourne Supremacy) (1986)
3. La Vengeance dans la peau (The Bourne Ultimatum) (1990)

- Hunger Games de Suzanne Collins

1. Hunger Games (2008)
2. Hunger Games : L'Embrasement (Catching Fire) (2009)
3. Hunger Games : La Révolte (Mokingjay) (2010)

- Trilogie des Snopes de William Faulkner

1. Le Hameau (1940)
2. La Ville (1957)
3. Le Domaine (1959)

- La Trilogie divine de Philip K. Dick

1. SIVA (1978)
2. L'Invasion divine (1980)
3. La Transmigration de Timothy Archer (1981)

- La Guerre des ténèbres de Raymond Elias Feist

1. Les Faucons de la nuit (2009)
2. La Dimension des ombres (2010)
3. La Folie du dieu noir (2010)

- La trilogie de Caliban de Roger MacBride Allen

1. Le Robot Caliban (1993)
2. Inferno (1994)
3. Utopia (1996)

- Alera de Cayla Kluver

1. Alera, la légende de la lune sanglante (2009)
2. Le temps de la vengeance  (2010)
3. Sacrifice  (2011)

- Silo de Hugh Howey

1. Silo (2011)
2. Silo - Origines (2012)
3. Silo - Générations (2012)

#### Littérature australienne
- La Trilogie du magicien noir de Trudi Canavan

1. La Guilde des magiciens (2001)
2. La Novice (2002)
3. Le Haut-Seigneur (2003)

- La Guerre du lotus de Jay Kristoff

1. Stormdancer (2012)
2. Kinslayer (2013)
3. Endsinger (2014)

#### Littérature britannique
- La Trilogie cosmique de C. S. Lewis

1. Au-delà de la planète silencieuse (Out of the Silent Planet) (1938)
2. Perelandra (Perelandra) (1943)
3. Cette hideuse puissance (That Hideous Strength) (1945)

- À la Croisée des Mondes (His Dark Materials) de Philip Pullman

1. Les Royaumes du Nord (The Golden Compass) (1995)
2. La Tour des Anges (The Subtle Knife) (1997)
3. Le Miroir d'Ambre (The Amber Spyglass) (2002)

- La Trilogie du Vide de Peter F. Hamilton

1. Vide qui songe (2008)
2. Vide temporel (2009)
3. Vide en évolution (2011)

#### Littérature canadienne
- The Neanderthal Parallax de Robert J. Sawyer

1. Hominids (2002)
2. Humans (2003)
3. Hybrids (2003)

#### Littérature chinoise
- Les trois romans de cape et d'épée de Jin Yong

1. La Légende du héros chasseur d’aigles, 射鵰英雄傳 (1957)
2. Le Retour du héros chasseur d’aigles, 神鵰俠侶 (1959)
3. L'Épée céleste et le Sabre du dragon, 倚天屠龍記 (1961)

#### Littérature polonaise
- La Trilogie d'Henryk Sienkiewicz

1. Par le fer et par le feu (1884) (Ogniem i mieczem sur le thème de la guerre ukraino-polonaise)
2. Le Déluge (1886) (Potop sur la guerre suédo-polonaise)
3. Messire Wołodyowski (1888) (Pan Wołodyjowski)

#### Littérature suédoise
- La trilogie Millénium de Stieg Larsson

1. Les Hommes qui n'aimaient pas les femmes (Män som hatar kvinnor) (2005)
2. La Fille qui rêvait d'un bidon d'essence et d'une allumette (Flickan som lekte med elden) (2006)
3. La Reine dans le palais des courants d'air (Luftslottet som sprängdes) (2007)

#### Théâtre

##### Théâtre français
- Les Coûfontaine de Paul Claudel

1. L'Otage (1911)
2. Le Pain dur (1918)
3. Le Père humilié (1920)

### Jeu vidéo
- Doom par id Software

1. Doom (1993)
2. Doom II (1994)
3. Doom 3 (2004)

- Gears of War par Epic Games

1. Gears of War (2006)
2. Gears of War 2 (2008)
3. Gears of War 3 (2011)

- Mass Effect par BioWare

1. Mass Effect (2007)
2. Mass Effect 2 (2010)
3. Mass Effect 3 (2012)

- Max Payne par Rockstar Games

1. Max Payne (2001)
2. Max Payne 2: The Fall of Max Payne (2003)
3. Max Payne 3 (2012)

- Metroid Prime par Retro Studios

1. Metroid Prime (2003)
2. Metroid Prime 2: Echoes (2004)
3. Metroid Prime 3: Corruption (2007)

- Midtown Madness par Angel Studios

1. Midtown Madness (1999)
2. Midtown Madness 2 (2000)
3. Midtown Madness 3 (2003)

- Uncharted par Naughty Dog

1. Uncharted: Drake's Fortune (2007)
2. Uncharted 2: Among Thieves (2009)
3. Uncharted 3 : L'Illusion de Drake (2011)

- Batman : Arkham par Rocksteady et Warner Bros. Games Montréal

1. Batman: Arkham Asylum (2009)
2. Batman: Arkham City (2011)
3. Batman: Arkham Origins (2013)

### Cinéma

#### Cinéma français
- de Jean Cocteau

1. Le Sang d'un poète (1930).
2. Orphée (1950).
3. Le Testament d'Orphée (1959).

- Trilogie marseillaise avec Pierre Fresnay, Orane Demazis, Raimu.

1. Marius d'Alexander Korda (1931).
2. Fanny de Marc Allégret (1932).
3. César de Marcel Pagnol (1936).

- Inspecteur Sergil de Jacques Daroy avec Paul Meurisse.

1. Inspecteur Sergil (1947).
2. Sergil et le Dictateur (1948).
3. Sergil chez les filles (1951).

- Caroline chérie

1. Caroline chérie (1951).
2. Un caprice de Caroline chérie (1953).
3. Le Fils de Caroline chérie (1955).

- Max le Menteur

1. Touchez pas au grisbi (1954).
2. Le cave se rebiffe (1961).
3. Les Tontons flingueurs (1963).

- Champignol de Jean Bastia avec Jean Richard.

1. Nous autres à Champignol (1957).
2. Le Gendarme de Champignol (1959).
3. Le Caïd de Champignol (1966).

- Le Gorille

1. Le Gorille vous salue bien (1957).
2. La Valse du Gorille (1959).
3. Le Gorille a mordu l'archevêque (1962).

- Le Monocle de Georges Lautner avec Paul Meurisse.

1. Le Monocle noir (1961).
2. L'Œil du Monocle (1962).
3. Le Monocle rit jaune (1964).

- Trilogie Fantômas d'André Hunebelle avec Louis de Funès, Jean Marais et Mylène Demongeot.

1. Fantômas (1964).
2. Fantômas se déchaîne (1965).
3. Fantômas contre Scotland Yard (1967).

- La Septième compagnie de Robert Lamoureux avec Pierre Mondy et Jean Lefebvre.

1. Mais où est donc passée la septième compagnie ? (1973).
2. On a retrouvé la septième compagnie (1975).
3. La Septième Compagnie au clair de lune (1977).

- Les Bronzés de Patrice Leconte avec l'équipe du Splendid.

1. Les Bronzés (1978).
2. Les Bronzés font du ski (1979).
3. Les Bronzés 3 : Amis pour la vie (2006).

- La Cage aux folles avec Michel Serrault, Ugo Tognazzi, Benny Luke et Michel Galabru.

1. La Cage aux folles (1978).
2. La Cage aux folles 2 (1980).
3. La Cage aux folles 3 (1985).

- Trilogie tropézienne de Max Pécas.

1. Les Branchés à Saint-Tropez (1983).
2. Deux enfoirés à Saint-Tropez (1986).
3. On se calme et on boit frais à Saint-Tropez (1987).

- Trilogie de Tony Gatlif de Tony Gatlif.

1. Les Princes (1983).
2. Latcho Drom (1993).
3. Gadjo dilo (1997).

- Les Ripoux de Claude Zidi avec Philippe Noiret, Thierry Lhermitte.

1. Les Ripoux (1984).
2. Ripoux contre Ripoux (1990).
3. Ripoux 3 (2003).

- Trois couleurs de Krzysztof Kieślowski.

1. Bleu (1993).
2. Blanc (1994).
3. Rouge (1994).

- Les Visiteurs de Jean-Marie Poiré avec Christian Clavier et Jean Reno.

1. Les Visiteurs (1993).
2. Les Couloirs du temps : Les Visiteurs 2 (1998).
3. Les Visiteurs : La Révolution (2016).

- Trilogie de Lucas Belvaux de Lucas Belvaux avec Catherine Frot, Dominique Blanc, Ornella Muti et Gilbert Melki.

1. Un couple épatant (2002).
2. Cavale (2002).
3. Après la vie (2002).

- Trilogie de Cédric Klapisch de Cédric Klapisch avec Romain Duris, Audrey Tautou, Cécile de France, Kelly Reilly et Martine Demaret.

1. L'Auberge espagnole (2002).
2. Les Poupées russes (2005).
3. Casse-tête chinois (2013).

- Le Cœur des hommes de Marc Esposito avec Bernard Campan, Marc Lavoine, Jean-Pierre Darroussin, Gérard Darmon et Eric Elmosnino.

1. Le Cœur des hommes (2003).
2. Le Cœur des hommes 2 (2007).
3. Le Cœur des hommes 3 (2013).

- Trilogie de Jean-Henri Meunier de Jean-Henri Meunier.

1. La Vie comme elle va (2004).
2. Ici Najac, à vous la terre (2006).
3. Y'a pire ailleurs (2011).

- Bélisaire et Prudence Beresford de Pascal Thomas avec André Dussollier et Catherine Frot.

1. Mon petit doigt m'a dit... (2005).
2. Le crime est notre affaire (2008).
3. Associés contre le crime (2012).

- Arthur de Luc Besson avec Freddie Highmore, Ron Crawford et Mia Farrow.

1. Arthur et les Minimoys (2006).
2. Arthur et la Vengeance de Maltazard (2009).
3. Arthur et la Guerre des deux mondes (2010).

- Camping de Fabien Onteniente avec Franck Dubosc, Claude Brasseur, Mylène Demongeot et Antoine Duléry.

1. Camping (2006).
2. Camping 2 (2010).
3. Camping 3 (2016).

- Le Petit Nicolas

1. Le Petit Nicolas (2009).
2. Les Vacances du petit Nicolas (2014).
3. Le Trésor du Petit Nicolas (2021).

- Qu'est-ce qu'on a fait au Bon Dieu ? de Philippe de Chauveron avec Christian Clavier, Chantal Lauby, Ary Abittan, Medi Sadoun, Noom Diawara, Élodie Fontan, Émilie Caen, Frédéric Chau, Frédérique Bel, Pascal Nzonzi, Salimata Kamaté, Tatiana Rojo et Loïc Legendre.

1. Qu'est-ce qu'on a fait au Bon Dieu ? (2014).
2. Qu'est-ce qu'on a encore fait au Bon Dieu ? (2019).
3. Qu'est-ce qu'on a tous fait au Bon Dieu ? (2021).

- C'est quoi... ?! de Gabriel Julien-Laferrière avec Chantal Ladesou, Julie Gayet, Thierry Neuvic, Nino Kirtadzé, Lucien Jean-Baptiste, Philippe Katerine, Claudia Tagbo, Julie Depardieu, Arié Elmaleh et Lilian Dugois.

1. C'est quoi cette famille ?! (2016).
2. C'est quoi cette mamie ?! (2019).
3. C'est quoi ce papy ?! (2021).

#### Cinéma américain
- Frankenstein, avec Boris Karloff.

1. Frankenstein (1931).
2. La Fiancée de Frankenstein (1935).
3. Le Fils de Frankenstein (1939).

- Gidget, réalisé par Paul Wendkos avec James Darren.

1. Gidget (1959).
2. Gidget à Hawaï (1961).
3. Gidget à Rome (1963).

- La Trilogie du dollar, réalisé par Sergio Leone avec Clint Eastwood.

1. Pour une poignée de dollars (1964).
2. Et pour quelques dollars de plus (1965).
3. Le Bon, la Brute et le Truand (1966).

- Monsieur Tibbs, avec Sidney Poitier.

1. Dans la chaleur de la nuit (1967).
2. Appelez-moi Monsieur Tibbs (1970).
3. L'Organisation (1971).

- Il était une fois, réalisé par Sergio Leone.

1. Il était une fois dans l'Ouest (1968).
2. Il était une fois la révolution (1971).
3. Il était une fois en Amérique (1984).

- Le Parrain, réalisé par Francis Ford Coppola avec Al Pacino.

1. Le Parrain (1972).
2. Le Parrain 2 (1974).
3. Le Parrain 3 (1990).

- La Chouette Équipe

1. La Chouette Équipe (1976).
2. La chouette équipe se révolte (1977).
3. La Chouette Équipe va au Japon (1978).

- La Malédiction

1. La Malédiction (1976).
2. Damien : La Malédiction 2 (1978).
3. La Malédiction finale (1981).

- Smokey et le Bandit, avec Burt Reynolds, Jackie Gleason, Jerry Reed, Mike Henry, Paul Williams et Pat McCormick.

1. Cours après moi shérif (1977).
2. Tu fais pas le poids, shérif ! (1980).
3. Smokey and the Bandit Part 3 (1983).

- Penitentiary, réalisé par Jamaa Fanaka (en) avec Leon Isaac Kennedy (en).

1. Penitentiary (1979).
2. Penitentiary 2 (1982).
3. Penitentiary III (1987).

- L’Étalon noir

1. L'Étalon noir (1979).
2. Le Retour de l'étalon noir (1983).
3. La Légende de l'étalon noir (2003).

- Cannonball

1. L'Équipée du Cannonball (1981).
2. Cannonball 2 (1984).
3. Cannonball 3 (1989).

- Evil Dead, réalisé par Sam Raimi avec Bruce Campbell.

1. Evil Dead (1981).
2. Evil Dead 2 (1987).
3. Evil Dead 3 : L'Armée des ténèbres (1992).

- Poltergeist avec Heather O'Rourke et Zelda Rubinstein.

1. Poltergeist (1982).
2. Poltergeist 2 (1986).
3. Poltergeist 3 (1988).

- Dar l'Invincible avec Marc Singer.

1. Dar l'Invincible (1982).
2. Dar l’invincible 2 : La Porte du temps (1991).
3. Dar l'Invincible 3 : L'Œil de Braxus (1996).

- Les Qatsi, réalisé par Godfrey Reggio.

1. Koyaanisqatsi (1982).
2. Powaqqatsi (1988).
3. Naqoyqatsi (2002).

- Conan le Barbare

1. Conan le Barbare (1982).
2. Conan le Destructeur (1984).
3. Conan (2011).

- Chained Heat

1. Les Anges du mal (Chained Heat, 1983).
2. Chained Heat : enchaînées (Chained Heat II, 1993).
3. Chained Heat 3 : Hell Mountain (1998).

- Portés disparus, avec Chuck Norris.

1. Portés disparus (1984).
2. Portés disparus 2 (1985).
3. Portés disparus 3 (1988).

- Le Flic de Beverly Hills, avec Eddie Murphy, Judge Reinhold et Gilbert R. Hill.

1. Le Flic de Beverly Hills, réalisé par Martin Brest (1984).
2. Le Flic de Beverly Hills 2, réalisé par Tony Scott (1987).
3. Le Flic de Beverly Hills 3, réalisé par John Landis (1994).

- L’Histoire sans fin

1. L'Histoire sans fin (1984).
2. L'Histoire sans fin 2 : Un nouveau chapitre (1991).
3. L'Histoire sans fin 3 : Retour à Fantasia (1995).

- Retour vers le futur, réalisé par Robert Zemeckis avec Michael J. Fox et Christopher Lloyd.

1. Retour vers le futur (1985).
2. Retour vers le futur II (1989).
3. Retour vers le futur III (1990).

- Re-Animator

1. Re-Animator (1985).
2. Re-Animator 2 (1990).
3. Beyond Re-Animator (2003).

- Before

1. Before Sunrise (1995).
2. Before Sunset (2004).
3. Before Midnight (2013).

- Delta Force

1. Delta Force (1986).
2. Delta Force 2: The Colombian Connection (1990).
3. Delta Force 3 (1991).

- La guerre du Viêt Nam d'Oliver Stone.

1. Platoon (1986).
2. Né un 4 juillet (1989).
3. Entre Ciel et Terre (1993).

- Crocodile Dundee, avec Paul Hogan et Linda Kozlowski.

1. Crocodile Dundee (1986).
2. Crocodile Dundee 2 (1988).
3. Crocodile Dundee 3 (2001).

- RoboCop avec Peter Weller, Nancy Allen, Robert DoQui, Felton Perry et Robert Burke.

1. RoboCop réalisé par Paul Verhoeven (1987).
2. RoboCop 2 réalisé par Irvin Kershner (1990).
3. RoboCop 3 réalisé par Fred Dekker (1993).

- Maniac Cop, réalisé par William Lustig avec Robert Z'dar, Bruce Campbell, Laurene Landon, Tom Atkins et Robert Davi.

1. Maniac Cop (1988).
2. Maniac Cop 2 (1990).
3. Maniac Cop 3 (1993).

- Y a-t-il un flic..., avec Leslie Nielsen, Priscilla Presley, George Kennedy et O.J. Simpson.

1. Y a-t-il un flic pour sauver la reine ? (1988).
2. Y a-t-il un flic pour sauver le président ? (1991).
3. Y a-t-il un flic pour sauver Hollywood ? (1994).

- La Nuit des Démons avec Amelia Kinkade.

1. La Nuit des Démons (1988).
2. La Nuit des Démons 2 (1994).
3. La Nuit des Démons 3 (1997).

- Allô maman, avec John Travolta et Kirstie Alley.

1. Allô maman, ici bébé ! (1989).
2. Allô maman, c'est encore moi (1990).
3. Allô maman, c'est Noël (1993).

- Darkman, avec Liam Neeson, Arnold Vosloo, Larry Drake et Jeff Fahey.

1. Darkman, réalisé par Sam Raimi (1990).
2. Darkman 2 : Le retour de Durant, réalisé par Bradford May (1994).
3. Darkman 3, réalisé par Bradford May (1996).

- La Famille Addams, avec Carel Struycken.

1. La Famille Addams (1991).
2. Les Valeurs de la famille Addams (1993).
3. La Famille Addams : Les Retrouvailles (1998).

- Candyman, avec Tony Todd.

1. Candyman (1992).
2. Candyman 2 (1995).
3. Candyman 3 : Le Jour des morts (1999).

- Trilogie du rideau rouge par Baz Luhrmann.

1. Ballroom Dancing (1992).
2. Roméo + Juliette (1996).
3. Moulin Rouge (2001).

- El Mariachi

1. El Mariachi (1993).
2. Desperado (1995).
3. Il était une fois au Mexique... Desperado 2 (2003).

- Ace Ventura

1. Ace Ventura, détective pour chiens et chats (1994).
2. Ace Ventura en Afrique (1995).
3. Ace Ventura Jr., détective chiens et chats (2008).

- Une Nuit en Enfer, avec George Clooney, Quentin Tarantino, Harvey Keitel, Robert Patrick, Temuera Morrison et Danny Trejo.

1. Une nuit en enfer, réalisé par Robert Rodriguez (1996).
2. Une nuit en enfer 2 : Le Prix du sang, réalisé par Scott Spiegel (1999).
3. Une nuit en enfer 3 : La Fille du bourreau, réalisé par P.J. Pesce (en) (1999).

- Austin Powers, réalisé par Jay Roach avec Mike Myers, Michael York, Robert Wagner, Mindy Sterling et Seth Green.

1. Austin Powers (1997).
2. Austin Powers 2 : L'Espion qui m'a tirée (1999).
3. Austin Powers dans Goldmember (2002).

- Mimic, avec Alix Koromzay, Mira Sorvino et Jeremy Northam.

1. Mimic, réalisé par Guillermo Del Toro (1997).
2. Mimic 2, réalisé par Jean de Segonzac (2001).
3. Mimic 3 : Sentinel, réalisé par J.T. Petty (2003).

- Cube

1. Cube (1997).
2. Cube 2 (2002).
3. Cube Zero (2004).

- Blade, avec Wesley Snipes.

1. Blade, réalisé par Stephen Norrington (1998).
2. Blade 2, réalisé par Guillermo del Toro (2002).
3. Blade: Trinity, réalisé par David S. Goyer (2004).

- Urban Legend

1. Urban Legend (1998).
2. Urban Legend 2 : Coup de grâce (2000).
3. Urban Legend 3: Bloody Mary (2005).

- Rush Hour, réalisé par Brett Ratner avec Jackie Chan et Chris Tucker.

1. Rush Hour (1998).
2. Rush Hour 2 (2001).
3. Rush Hour 3 (2007).

- La Momie avec Brendan Fraser, Rachel Weisz et John Hannah.

1. La Momie réalisé par Stephen Sommers (1999).
2. Le Retour de la Momie réalisé par Stephen Sommers (2001).
3. La Momie : La Tombe de l'empereur Dragon réalisé par Rob Cohen (2008).

- Stuart Little, avec Michael J. Fox, Geena Davis, Hugh Laurie et Nathan Lane.

1. Stuart Little (1999).
2. Stuart Little 2 (2002).
3. Stuart Little 3 (2005).

- Mon beau-père, réalisé par Jay Roach puis par Paul Weitz avec Ben Stiller et Robert De Niro.

1. Mon beau-père et moi (2000).
2. Mon beau-père, mes parents et moi (2004).
3. Mon beau-père et nous (2010).

- Big Mamma, avec Martin Lawrence.

1. Big Mamma (2000).
2. Big Mamma 2 (2006).
3. Big Mamma : De père en fils (2011).

- Donjons et Dragons

1. Donjons et Dragons (2000).
2. Donjons et Dragons, la puissance suprême (2005).
3. Donjons et Dragons 3, le livre des ténèbres (2012).

- Riddick, réalisé par David Twohy avec Vin Diesel.

1. Pitch Black (2000).
2. Les Chroniques de Riddick (2004).
3. Riddick (2013).

- Les superhumains, réalisé par M. Night Shyamalan avec Bruce Willis.

1. Incassable (2000).
2. Split (2016).
3. Glass (2019).

- Le Seigneur des anneaux, réalisé par Peter Jackson avec Elijah Wood, Ian McKellen, Sean Astin, Viggo Mortensen, Hugo Weaving, Orlando Bloom, John Rhys-Davies, Cate Blanchett, Liv Tyler, Sean Bean et Christopher Lee.

1. Le Seigneur des anneaux: La Communauté de l'anneau (2001).
2. Le Seigneur des anneaux: Les Deux Tours (2002).
3. Le Seigneur des anneaux: Le Retour du roi (2003).

- Ocean's, réalisé par Steven Soderbergh avec George Clooney, Brad Pitt et Matt Damon.

1. Ocean's Eleven (2001).
2. Ocean's Twelve (2004).
3. Ocean's Thirteen (2007).

- Spider-Man, réalisé par Sam Raimi avec Tobey Maguire, Kirsten Dunst et James Franco.

1. Spider-Man (2002).
2. Spider-Man 2 (2004).
3. Spider-Man 3 (2007).

- Le Transporteur, avec Jason Statham et François Berléand.

1. Le Transporteur, réalisé par Louis Leterrier (2002).
2. Le Transporteur 2, réalisé par Louis Leterrier (2005).
3. Le Transporteur 3, réalisé par Olivier Megaton (2008).

- Trilogie de Rob Zombie, réalisé par Rob Zombie avec Sid Haig, Bill Moseley et Sheri Moon Zombie.

1. La Maison des mille morts (2003).
2. The Devil's Rejects (2005).
3. 3 from Hell (2019).

- L'Effet papillon

1. L'Effet papillon (2004).
2. L'Effet papillon 2 (2006).
3. L'Effet papillon 3 (2009).

- Le Monde de Narnia avec Georgie Henley, William Moseley, Skandar Keynes et Anna Popplewell.

1. Le Monde de Narnia : Le Lion, la Sorcière blanche et l'Armoire magique réalisé par Andrew Stanton (2005).
2. Le Monde de Narnia : Le Prince Caspian réalisé par Andrew Stanton (2008).
3. Le Monde de Narnia : L'Odyssée du Passeur d'Aurore réalisé par Michael Apted (2010).

- Madagascar

1. Madagascar (2005).
2. Madagascar 2 (2008).
3. Madagascar 3 : Bons baisers d'Europe (2012).

- The Dark Knight, réalisé par Christopher Nolan avec Christian Bale, Michael Caine, Gary Oldman, Morgan Freeman et Cillian Murphy.

1. Batman Begins (2005).
2. The Dark Knight (2008).
3. The Dark Knight Rises (2012).

- Hostel

1. Hostel (2006).
2. Hostel, chapitre II (2007).
3. Hostel, chapitre III (2011).

- Iron Man avec Robert Downey Jr. et Gwyneth Paltrow.

1. Iron Man réalisé par Jon Favreau (2008).
2. Iron Man 2 réalisé par Jon Favreau (2010).
3. Iron Man 3 réalisé par Shane Black (2013).

- Cloverfield

1. Cloverfield (2008).
2. 10 Cloverfield Lane (2016).
3. The Cloverfield Paradox (2018).

- Very Bad Trip, réalisé par Todd Phillips avec Bradley Cooper, Ed Helms, Zach Galifianakis et Justin Bartha.

1. Very Bad Trip (2009).
2. Very Bad Trip 2 (2011).
3. Very Bad Trip 3 (2013).

- Moi, moche et méchant

1. Moi, moche et méchant (2010).
2. Moi, moche et méchant 2 (2013).
3. Moi, moche et méchant 3 (2017).

- Captain America avec Chris Evans et Sebastian Stan.

1. Captain America: First Avenger (2011).
2. Captain America : Le Soldat de l'hiver (2014).
3. Captain America: Civil War (2016).

- Le Hobbit, réalisé par Peter Jackson avec Martin Freeman, Ian McKellen, Andy Serkis et Richard Armitage.

1. Le Hobbit : Un voyage inattendu (2012).
2. Le Hobbit : La Désolation de Smaug (2013).
3. Le Hobbit : La Bataille des Cinq Armées (2014).

- La chute, avec Gerard Butler et Morgan Freeman.

1. La Chute de la Maison-Blanche (2013).
2. La Chute de Londres (2016).
3. La Chute du Président (2019).

- Divergente, avec Shailene Woodley, Theo James, Zoë Kravitz, Miles Teller, Ansel Elgort, Ray Stevenson, Maggie Q, Mekhi Phifer et Ashley Judd.

1. Divergente (2014).
2. Divergente 2 : L'Insurrection (2015).
3. Divergente 3 : Au-delà du mur (2016).

- Equalizer, réalisé par Antoine Fuqua, avec Denzel Washington.

1. Equalizer (2014).
2. Equalizer 2 (2018).
3. Equalizer 3 (2023).

#### Cinéma autrichien
- Welcome in Vienna d'Axel Corti.

1. Welcome in Vienna : Dieu ne croit plus en nous (1982).
2. Welcome in Vienna: Santa Fe (1986).
3. Welcome in Vienna: Welcome in Vienna (1986).

#### Cinéma britannique
- The Huggetts (en) de Ken Annakin avec Jack Warner, Kathleen Harrison, Petula Clark et Susan Shaw.

1. Here Come the Huggetts (1948).
2. Vote for Huggett (1949).
3. The Huggetts Abroad (1949).

- Blood and Ice Cream Trilogy

1. Shaun of the Dead (2004).
2. Hot Fuzz (2007).
3. Le Dernier Pub avant la fin du monde (2013).

#### Cinéma canadien
- Trilogie de Denys Arcand de Denys Arcand.

1. Le Déclin de l'empire américain (1986).
2. Les Invasions barbares (2003).
3. L'Âge des ténèbres (2007).

- Ginger Snaps avec Emily Perkins et Katharine Isabelle.

1. Ginger Snaps (2000).
2. Ginger Snaps : Résurrection (2004).
3. Ginger Snaps : Aux origines du mal (2004).

#### Cinéma danois
- Pusher de Nicolas Winding Refn avec Mads Mikkelsen, Kim Bodnia et Zlatko Buric.

1. Pusher (1996).
2. Pusher 2 : Du sang sur les mains (Pusher II) (2004).
3. Pusher 3 : L'Ange de la mort (2005).

#### Cinéma hongkongais
- Le Sabreur manchot de Chang Cheh.

1. Un seul bras les tua tous (1967).
2. Le Bras de la vengeance (1969).
3. La Rage du tigre (1971).

- La 36e Chambre.

1. La 36e Chambre de Shaolin (1978).
2. Retour à la 36e chambre (1980).
3. Les Disciples de la 36e chambre (1985).

- Le Syndicat du crime

1. Le Syndicat du crime (1986).
2. Le Syndicat du crime 2 (1987).
3. Le Syndicat du crime 3 (1989).

- Trilogie de Jackie Chan avec Jackie Chan.

1. Mister Dynamite (1986).
2. Opération Condor (1991).
3. Chinese Zodiac (2012).

- Histoire de fantômes chinois de Ching Siu-tung avec Joey Wong.

1. Histoire de fantômes chinois (1987).
2. Histoire de fantômes chinois 2 (1990).
3. Histoire de fantômes chinois 3 (1991).

- A Moment of Romance

1. A Moment of Romance (1990).
2. A Moment of Romance 2 (1993).
3. A Moment of Romance 3 (1996).

- Fight Back to School avec Stephen Chow.

1. Fight Back to School (1991).
2. Fight Back to School 2 (1992).
3. Fight Back to School 3 (1993).

- Infernal Affairs de Andrew Lau et Alan Mak avec Anthony Wong.

1. Infernal Affairs (2002).
2. Infernal Affairs 2 (2003).
3. Infernal Affairs 3 (2003).

#### Cinéma Indien
- Trilogie d'Apu de Satyajit Ray.

1. La Complainte du sentier (1955).
2. L'Invaincu (1956).
3. Le Monde d'Apu (1959).

#### Cinéma iranien
- Trilogie de Koker de Abbas Kiarostami.

1. Où est la maison de mon ami ? (1987).
2. Et la vie continue (1991).
3. Au travers des oliviers (1994).

#### Cinéma italien
- Pain, Amour, etc. avec Vittorio De Sica.

1. Pain, Amour et Fantaisie (1953).
2. Pain, Amour et Jalousie (1954).
3. Pain, amour, ainsi soit-il (1955).

- Les Pauvres de Dino Risi.

1. Pauvres mais beaux (1956).
2. Beaux mais pauvres (1957).
3. Poveri milionari (1959).

- Trilogie existentielle ou de l'incommunicabilité de Michelangelo Antonioni

1. L'avventura (1960).
2. La Nuit (1961).
3. L'Éclipse (1962).

- Sabata de Gianfranco Parolini.

1. Sabata (1969).
2. Adios Sabata (1970).
3. Le Retour de Sabata (1971).

- Trilogie des névroses d'Elio Petri

1. Enquête sur un citoyen au-dessus de tout soupçon (1970).
2. La classe ouvrière va au paradis (1972).
3. La propriété, c'est plus le vol (1973).

- Trilogie du Milieu de Fernando Di Leo.

1. Milan calibre 9 (1972).
2. L'Empire du crime (1972).
3. Le Boss (1973).

- Trilogie du commissaire Betti

1. Rome violente (1975).
2. Opération casseurs (1976).
3. Opération jaguar (1976).

- La Trilogie des Enfers de Dario Argento.

1. Suspiria (1977).
2. Inferno (1980).
3. La Troisième Mère (2007).

- Démons

1. Démons (1985).
2. Démons 2 (1986).
3. Demoni 3 (1991).

- La bande dessinée de Neri Parenti.

1. La bande dessinée (it) (1990).
2. La bande dessinée 2 (it) (1991).
3. La nouvelle bande dessinée (it) (1994).

#### Cinéma japonais
- Trilogie Samouraï avec Toshirō Mifune.

1. La Légende de Musashi (1954).
2. Duel à Ichijoji (1955).
3. La Voie de la lumière (1956).

- La Condition de l'homme de Masaki Kobayashi.

1. Il n'y a pas de plus grand amour (1959).
2. Le Chemin de l'éternité (1959).
3. La Prière du soldat (1961).

- Trilogie Black Triad de Takashi Miike.

1. Shinjuku Triad Society (1995).
2. Rainy Dog (1997).
3. Ley Lines (1999).

- Dead or Alive de Takashi Miike avec Shō Aikawa et Riki Takeuchi.

1. Dead or Alive (1999).
2. Dead or Alive 2 (2000).
3. Dead or Alive 3 (2002).

- 20th Century Boys

1. 20th Century Boys (2008).
2. 20th Century Boys, chapitre 2 : Le Dernier Espoir (2009).
3. 20th Century Boys, Chapitre final (2009).

- Berserk : L'Âge d'or

1. Berserk : L'Âge d'or I - L'Œuf du roi (2012).
2. Berserk : L'Âge d'or II - La Bataille de Doldrey (2012).
3. Berserk : L'Âge d'or III - L'Avent (2013).

#### Cinéma néerlandais
- The Human Centipede de Tom Six.

1. The Human Centipede (First Sequence) (2009).
2. The Human Centipede II (Full Sequence) (2011).
3. The Human Centipede III (Final Sequence) (2014).

#### Cinéma russe
- Les Insaisissables d'Edmond Keossaian.

1. Les Justiciers insaisissables (1966).
2. Les Nouvelles aventures des insaisissables (1968).
3. La Couronne de l'Empire russe (1971).

#### Cinéma sud-coréen
- La Trilogie de la Vengeance de Park Chan-wook.

1. Sympathy for Mister Vengeance (2002).
2. Oldboy (2003).
3. Lady Vengeance (2005).

### Néologisme
Le mot « prélogie » a été inventé par les fans de Star Wars en contractant le terme « trilogie » avec le préfixe « pré ». Dans le monde de Star Wars, la « prélogie » désigne les trois films qui précèdent diégétiquement la trilogie classique Star Wars, mais qui furent réalisés plus de quinze ans après[réf. nécessaire].